# クリティカルヒット
クリティカルヒット（Critical Hit）とは、テーブルトークRPGやコンピュータゲームの戦闘での攻撃時に、低確率で、通常よりも大きなダメージが与えられることである。
ゲームによっては独自の呼称を使用している作品もあるが、概念の総称としては「クリティカルヒット」または単に「クリティカル」と呼ばれる。
戦闘においては、強いものが弱いものに勝つのが当然であるが、ボクシングがラッキーパンチ一発で勝敗が決まることがあるように、通常では起こりえない大逆転もまれに発生する。それを再現するのがクリティカルヒットのルールである。

## ゲーム性
ほとんどのゲームでは、戦闘における攻撃のダメージにサイコロなどの乱数を用いて幅を持たせているが、クリティカルヒットはその乱数の幅を超えて戦闘の行方を決定的に左右する効果を一定の確率で発生させる。これによって、彼我の戦闘力に大きな差があっても緊張感のある戦闘をルールによって演出することができる。
クリティカルヒットはあくまでも「確率」で発生するものであるため、狙って確実に出すことはできない。しかし、武器の種類や戦闘中の行動によってクリティカルヒットが発生する確率を上げることが可能なゲームも多い。通常は、出した側に有利な効果であるが、「敵を捕獲するために死なない程度に痛めつけているときにクリティカルヒットが発生して殺してしまう」といった予期せぬ結果を招くこともある。
戦闘の戦術性を重視したゲームの場合は、運だけが左右するクリティカルヒットの概念は、戦術性を下げる要素であるとして排除することもある（極端な場合は、戦闘のダメージに乱数そのものを使わないゲームも存在する）。また、戦闘が抽象的ではないアクション性のあるコンピュータゲームの場合は、プレイヤーの腕前次第で狙って大ダメージが与えられるため、クリティカルヒットの要素は存在しない場合が多い。
手動での操作は難しく、TASで頻繁に行われているが、ソフトウェアに実装される疑似乱数の性質を解析し、その性質に沿って出現値を調整することで確実にクリティカルヒットを繰り出すことが可能になる。このように乱数を操る手法は乱数調整と呼ばれている。乱数調整では、乱数発生器が保持する乱数テーブルや演算アルゴリズムの出現値の周期性を利用している。乱数調整では正規の操作手順のみを利用するが、本来のゲーム性を逸脱した行為が可能になるため、その使用に関しては賛否両論が挙がっている。

## 効果の例
複数の効果が併用されているゲームも多い。
大ダメージを与える
通常のダメージを決定した後で〇倍すると言った処理を行い、通常よりも大きなダメージを与える。ルールとしてはもっとも簡潔であるが、ボスキャラクターや複数攻撃に対しては一切出ないようにされていたり、相手の防御力で防がれたり、避けられたりして全くダメージを与えられない可能性もある。
相手の防御を無視する
防具によるダメージ軽減を無効化したり、避けられずに必ず命中する。
相手に不利な効果を与える
効果は一時的なものもあればその戦闘の間継続するものもある。相手を転倒させて次の手番の行動を制限したり、武器や防具を破壊して敵の能力を下げる、など。
相手を殺す、倒す
「必殺の一撃」によって、相手の生命力（HP）の残りに関係なく倒すことができる。あまりに強力であるため、ボスキャラクターにはこの効果が無効な場合が多い。

## 歴史
概念としては、世界初のテーブルトークRPGである『ダンジョンズ&ドラゴンズ』の翌年に出た『Empire Of The Petal Throne』（1975年）には既に同様のルールが存在する。
また、初期のテーブルトークRPGにおいては戦闘のルールのみが充実していたが、戦闘以外のシーンにおける行為成功のルールが導入されるにつれ、戦闘に限らないまぐれでの成功のルールを採用するゲームも増えてきた。詳細は行為判定#クリティカルを参照のこと。
日本においては、1980年代に輸入ゲームファンの間でヒットしたコンピュータRPG『ウィザードリィ』の英語版で「Critical Hit」という語が使われていたため用語が広まった。初期のテーブルトークRPGの普及を主導したライターやゲームデザイナーの多くはコンピュータゲームマニアでもあり（グループSNEの安田均など）、コンピュータゲーム雑誌「ログイン」・「コンプティーク」やテーブルトークRPG雑誌「ウォーロック」などを通じて日本でも一気に概念が浸透した。
初期の日本のゲーム雑誌では、英語圏における略称である「クリット」（Crit）を使用している記事も存在したが、日本語では女性器のクリトリスの略称である「クリット」（Clit）と区別がつかないため下品であるとして使用されなくなり、「クリティカル」と略すことが多い。